# Feldbackofen auf Anhänger 2-Rad 1,5 t
Der Feldbackofen auf Anhänger 2-Rad 1,5 t wurde während des Kalten Krieges in der Bundeswehr zur Herstellung von Brot im Rahmen der Bewirtschaftung des Verteidigungsvorrats Verpflegung in Feldbäckereien eingesetzt.

## Technisches Konzept
Der Feldbackofen wurde in den späten 1950er Jahren von Werner & Pfleiderer in Feuerbach gefertigt. Die Firma fertigte bereits für die ehemalige Wehrmacht Feldbacköfen. Hauptkomponenten sind der Anhänger und der eigentliche Backofen.

### Anhänger

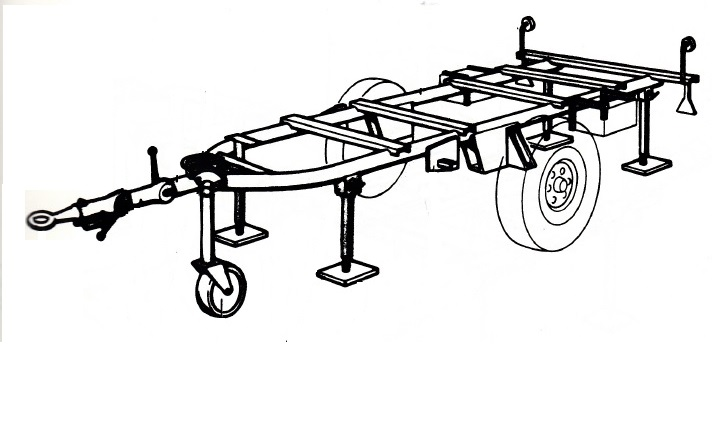
Rahmen und Halterungen
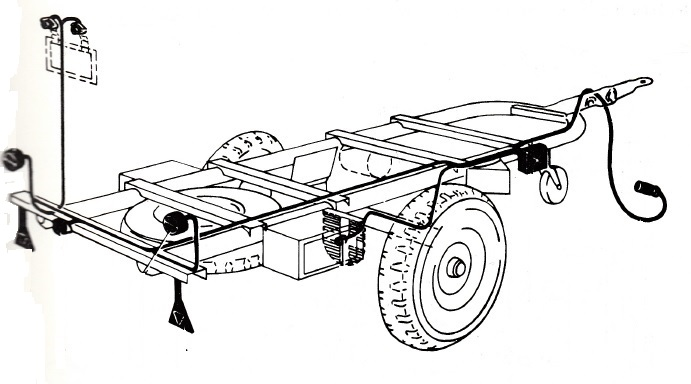
Elektrische Anlage
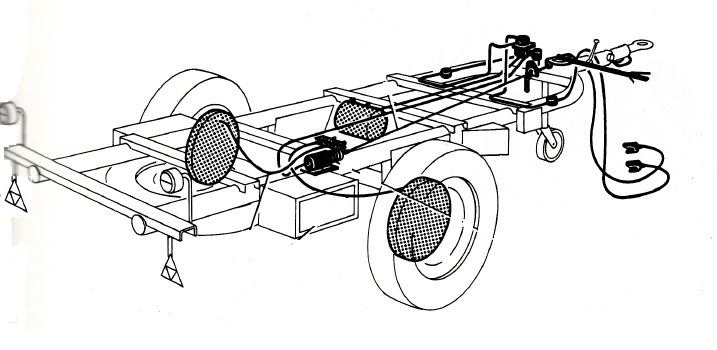
Bremsanlage

Der Backofen war auf einem 2-Radffahrgestell mit 1,5 t Nutzlast aufgebracht. Der Anhänger entsprach den Normierungen für Fahrzeuge der Bundeswehr mit NATO-Zugöse und einer elektrischen 24-V-Anlage für die Beleuchtung und einer Tarnlichtausstattung. Die Achse war drehstabgefedert. Das Fahrzeug verfügte über eine Zweikreis-Druckluft-Bremsanlage mit Trommelbremsen und einer mechanischen Feststellbremse. Parkstützen stabilisierten den abgestellten Anhänger gegen Umkippen. Unterlegkeil und Ersatzrad ergänzten das unmittelbare Zubehör. Ein Aufbewahrungskasten am Fahrgestell diente der Aufnahme von Zubehör wie z. B. Schneeketten.

### Backofen

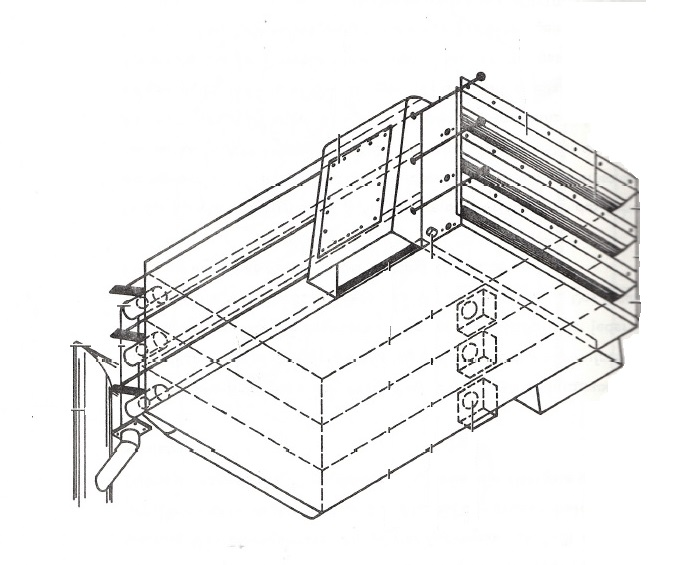
Innenkörper
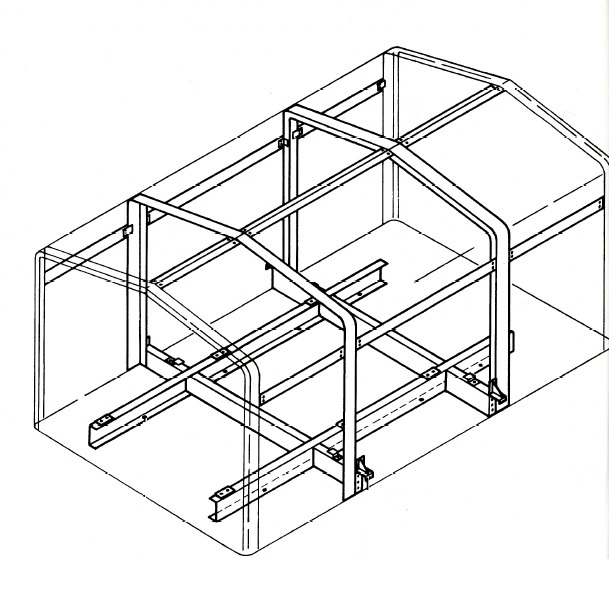
Inneres Gestell
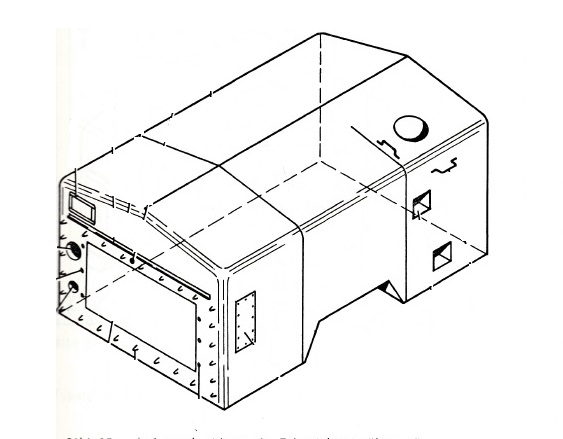
Außenverkleidung
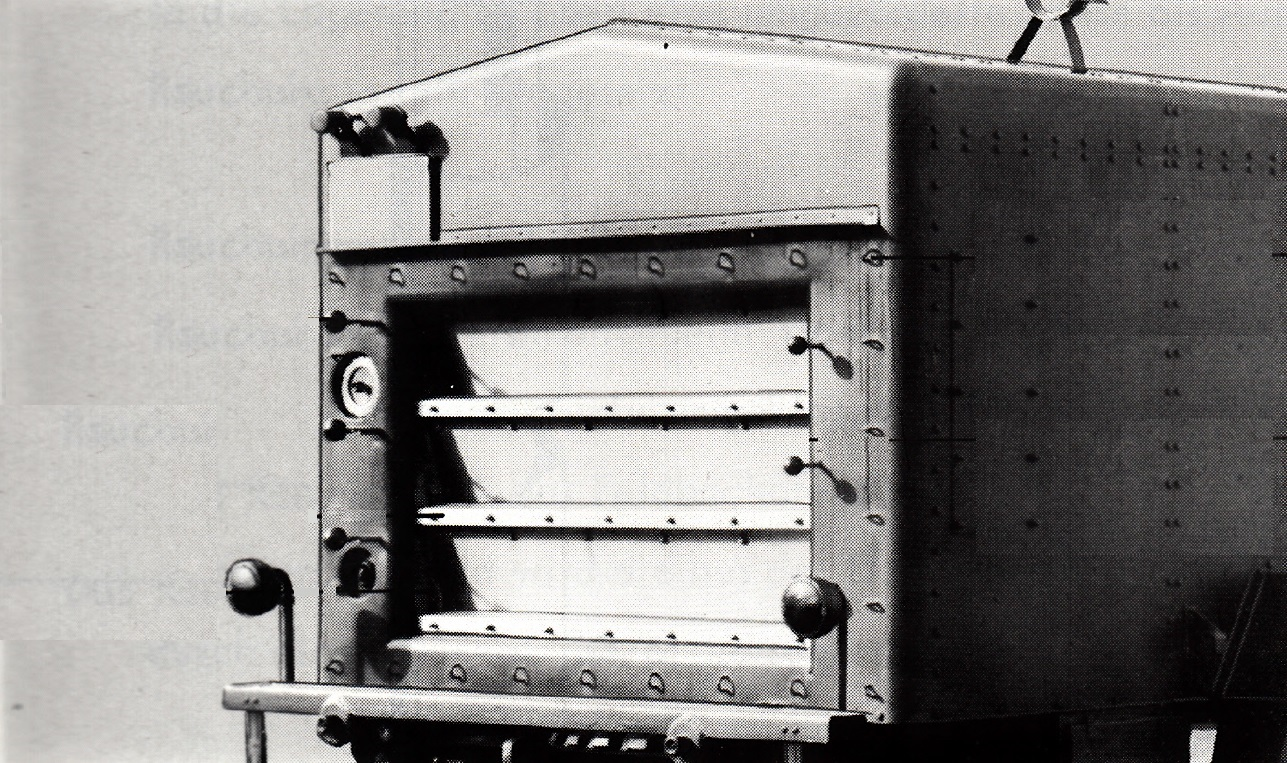
Einschießseite
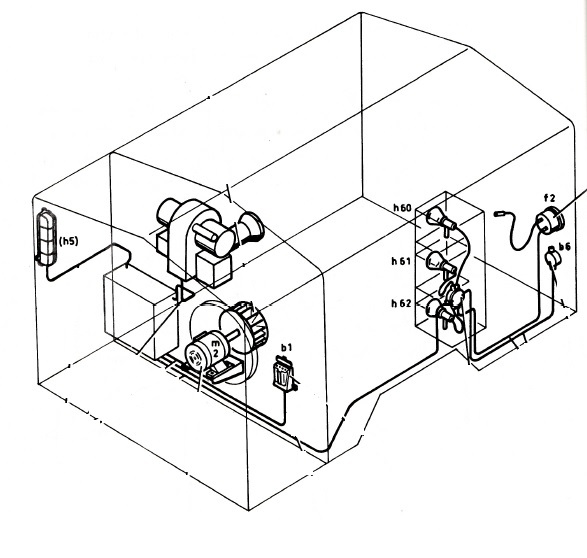
Elektrische Geräte
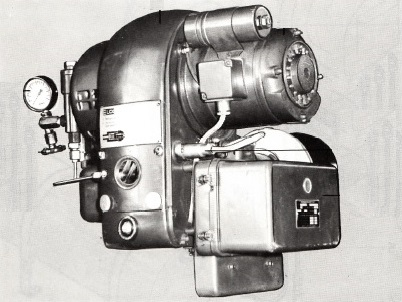
Ölbrenner

#### Innenkörper
Der Innenkörper als Blechkörper mit insgesamt drei Backherden mit Herdbelag aus nichtrostendem Stahl ist die zentrale Baugruppe des Backofens.
Der gesamte Innenkörper ist gasdicht verschweißt. Innerhalb des Innenkörpers werden die Heizgase um die Herde herumgewirbelt und sorgen für die Aufheizung.
Im hinteren rechten Teil des Innenkörpers befindet sich der Schwadenabzug als Sammelrohr aus allen drei Herden. Die einzelnen Herde sind von innen beleuchtet.
Ein Gestell mit einer Außenverkleidung deckt den Innenkörper nach außen ab. An der Einschussöffnung des Innenkörpers sind die Herde mit verriegelbaren Türen aus nicht rostendem Stahl abgeschlossen.
Eine Isolation aus Glaswolle um den Innenkörper sorgte dafür, dass die Wärme optimal für die Herde ausgenutzt wird und nicht nach außen abstrahlt.

#### Ölbrenner und Turbine
Der Ölbrenner Typ Elco Standard, der mit Dieseltreibstoff, im Winter mit Petroleumzusatz betrieben wurde, sorgt für die Heizung und wird aus einem 25-Liter-Tank versorgt. Eine Turbine verteilt die durch Brenner aufgeheizte Luft auf die Herde. Brennermotor, Turbine und Zündtransformator benötigten eine 220-V-Stromversorgung mit Anschlusswert von 1 kW. Der Betriebstoffverbrauch betrug 5 Liter während der ca. 50-minütigen Aufheizung auf 260 °C, danach ca. 3,5 Liter. Ein Schaltkasten gewährleistet die Bedienung des Ofens und über Signallampen und Kontrollanzeigen seine Überwachung.

## Einordnung in das logistische System

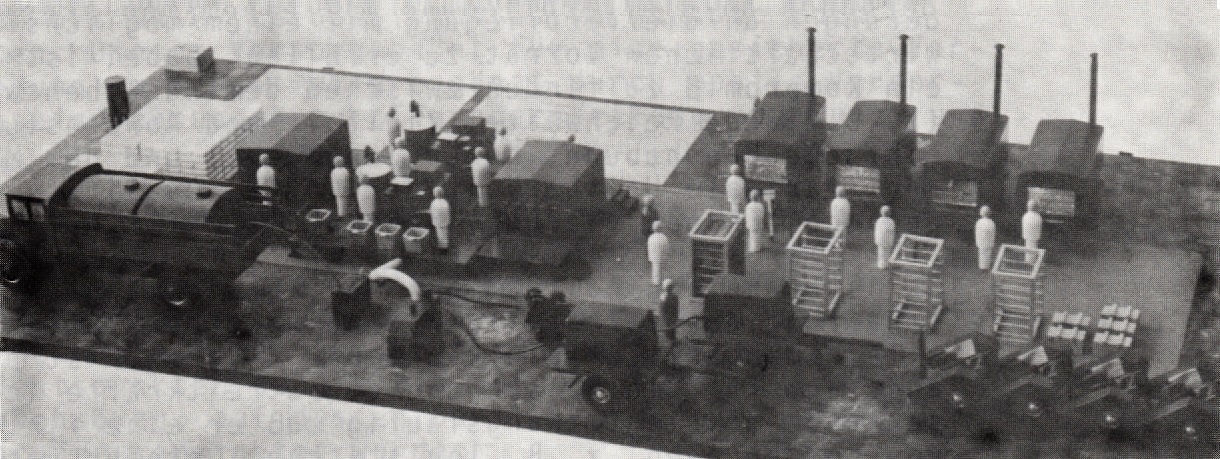
Maßstabsmodell einer Feldbäckerei der Bundeswehr

Jeweils 4 Feldbacköfen bildeten mit Transport- und Lagerhilfsmitteln, Teigknetmaschinen und Gärbottichen die Kernausstattung einer Feldbäckerei. Eine Bäckerei konnte im Schichtbetrieb täglich bis zu 9 t Brot herstellen und damit 18.000 Personen versorgen. Die gesamte Feldbäckerei war verlegefähig.
Zunächst wurden ab 1957 sogenannte „Bäckerei- und Metzgerei-Kompanien“ in Bremen, Koblenz und Ulm aufgestellt. Diese Kompanien konnten jeweils rund eine Division mit Brot versorgen. Bis 1967 wurden so insgesamt 19 Feldbäckereien aufgestellt. Damit konnten 12 Divisionen, die Korpstruppen der drei Korps sowie die territorialen Verbände versorgt werden.
Im Vorgriff auf die Heeresstruktur 3 wurden 1967 bis 1968 diese Kompanien aufgelöst, 13 Feldbäckereien langzeitkonserviert und sechs verbleibende Feldbäckereien in die Wehrbereichsverpflegungsämter integriert. Von diesen Ämtern und ihren Außenstellen sollte das Brot im Verteidigungsfall mit den übrigen Anteilen des Verteidigungsvorrats Verpflegung in die Nachschubkette eingesteuert werden.
Im Frieden wurde regelmäßig Brot für den Verteidigungsvorrat Verpflegung gebacken, eingelagert und nach sechsmonatiger Einlagerung  in die Truppe zum Verbrauch gegeben.
Im Zuge der Bundeswehrumgliederungen der 2000er Jahre wurden die Feldbäckereien aufgelöst und die Feldbacköfen ausgemustert.

## Rezeption
Zu den Backverfahren wurden durch die Bundeswehr spezielle Rezepturen und Verfahren für eine ausreichende Frischhaltung entwickelt. In Folge wurde 1976 eine besondere, schimmelresistente Rezeptur entwickelt und die Lagerzeit auf ein halbes Jahr festgelegt. Man versuchte sich jedoch durchweg an längeren Lagerzeiten, gerade um diese mit den dreijährigen Lagerzeiten der Einmannpackungen zu synchronisieren.
Die Brotproduktion beschäftigte 1987 den Bundesrechnungshof und in Folge den Deutschen Bundestag. Bei den Soldaten fand das in Folie gepackte, langzeitgelagerte Brot, das regelmäßig in der Truppenverpflegung aufgebraucht werden musste, wenig Anklang. Auch Schimmel- und Milbenbefall waren zu beklagen. Der Bundesrechnungshof rügte zusätzlich die seiner Auffassung nach unwirtschaftliche Herstellung des Brotes im Vergleich zu marktverfügbaren Produkten. Die Bundesregierung hob in ihrer Gegendarstellung auf die notwendige Autarkie von gewerblichen Anbietern ab.